# Tambon

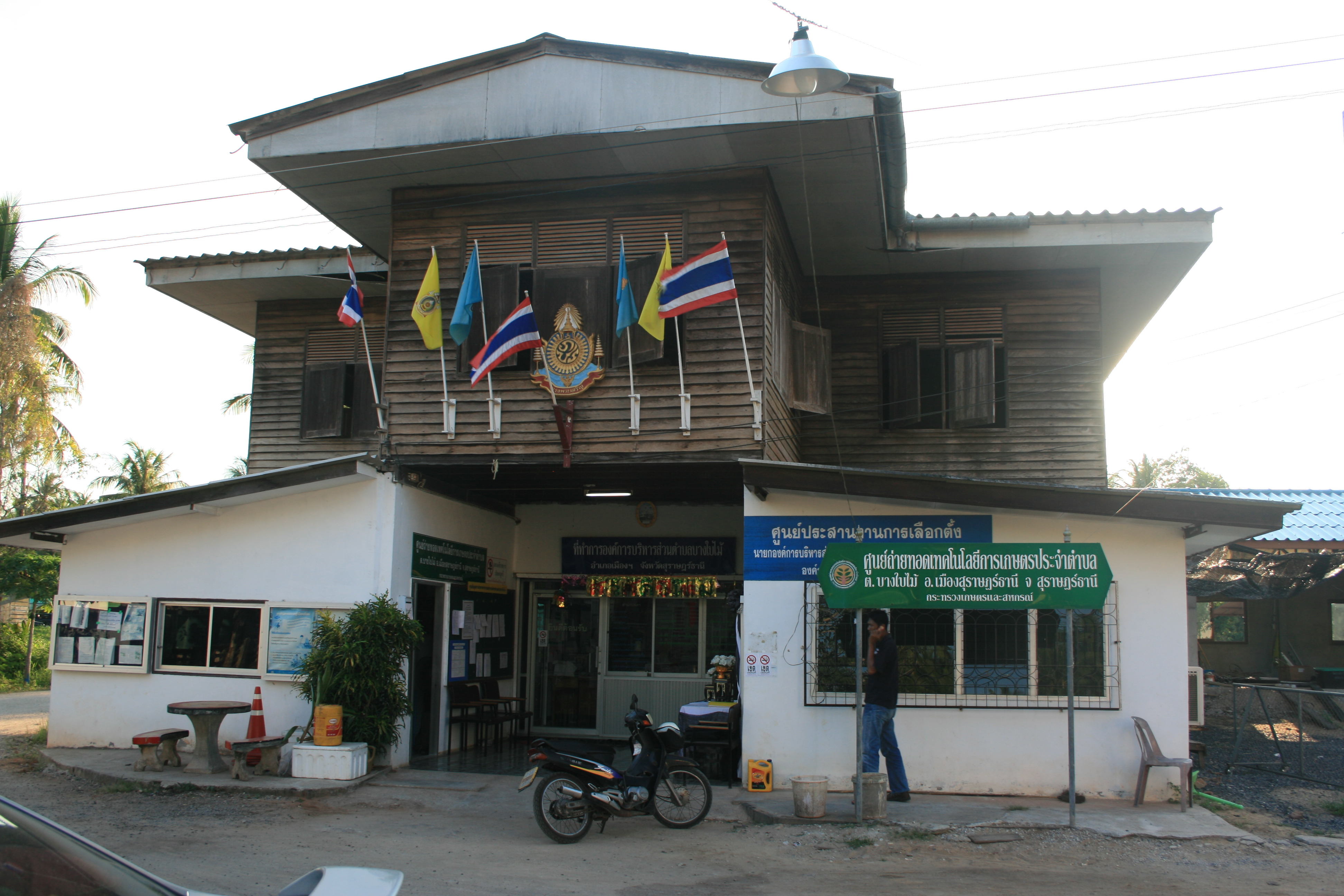
Oficiul TAO Bang Bai Mai, Surat Thani

Tambon (în thailandeză ตำบล) este diviziunea administrativă de nivelul trei din Thailanda, situat sub districte (amphoe) și provincii (changwat). În 2009 în Thailanda erau 7255 de tamboane, fără a include aici cele 169 de khwaeng ale Bangkokului, care sunt la același nivel administrativ ca și tambonul. Fiecare district (amphoe) conține câte 8-10 tamboane. Tambonul de obicei este tradus ca subdistrict; în engleză fiind echivalat uneori cu „township”, iar în franceză cu comună. Tambon-ul este divizat mai departe în sate, numite muban. Fiecare tambon are cu aproximație câte 10 sate în componența sa, iar per total în Thailanda există 69,307 de sate (muban). Tamboanele din cadrul orașelor nu sunt subdivizate în sate, ci în chumchon (ชุมชน).